# Ingram M6
Ingram Model 6 là loại súng tiểu liên sử dụng loại đạn 11,43×23mm (.45 ACP) được chế tạo từ năm 1949 đến năm 1952 bởi Police Ordnance Company tại Los Angeles, California.

## Hình dáng
Mặc dù Model 6 có hình dáng tương tự tiểu liên Thompson, nó được dự định sẽ được bán cho lực lượng thi hành công vụ với giá thấp tại Hoa Kỳ. Nó thường được sản xuất với một báng súng, tay cầm cò súng và tay cầm phía trước bằng gỗ với tổng chiều dài khẩu súng là 30" trong đó nòng súng dài 9". Băng đạn thiết kế thẳng đứng chứa khoảng 30 viên đạn.

## Các phiên bản
Phiên bản Model 7 được làm năm 1952 rất khác biệt vì nó có thể bắn với thoi nạp đạn đóng và có thể chọn chế độ bắn. Rất ít khẩu này được chế tạo trong những năm 1950.